# Charlie Bauerfeind
Pour les articles homonymes, voir Bauerfeind.
Charlie Bauerfeind (né Karl Rudolf Bauerfeind le 30 mai 1963 à Erlangen en Allemagne) est un ingénieur du son et producteur de musique allemand qui a surtout travaillé avec des groupes de metal, tels que Angra, Blind Guardian, Helloween, Primal Fear, Rage, HammerFall et Saxon.